# Pin grid array

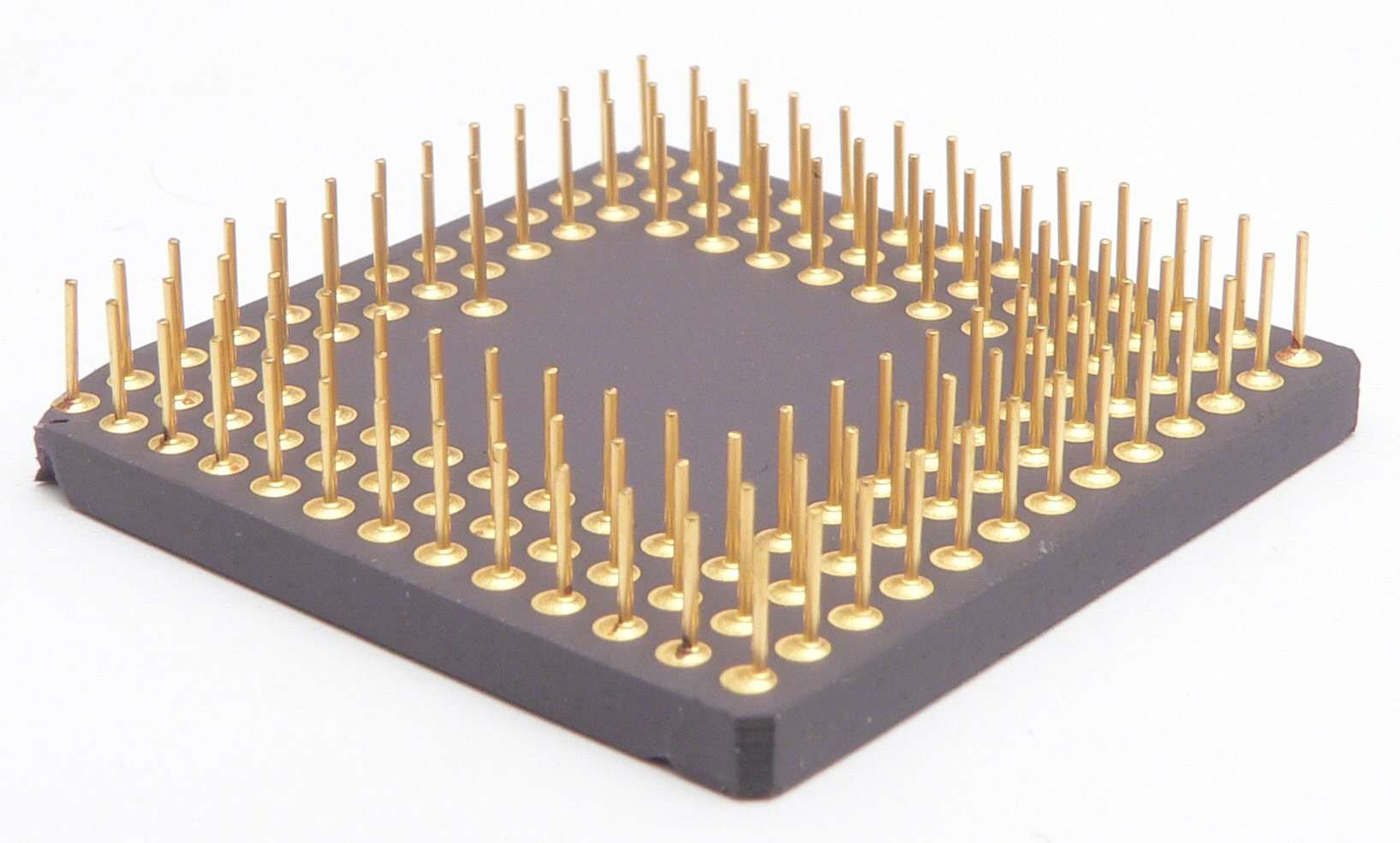
O Pin Grid Array na parte inferior de um XC68020, um protótipo do microprocessador Motorola 68020.

O pin grid array ou PGA é um tipo de encapsulamento usado em circuitos integrados, particularmente microprocessadores.

## PGA
Num PGA, o circuito integrado (CI) é montado numa placa cerâmica na qual uma face é coberta, ou parcialmente coberta, numa matriz quadrada de pinos de metal. Os pinos podem ser inseridos nos buracos rapidamente numa placa de circuito impresso e soldados no lugar. São quase espaçados com espaçamento de 2,54 mm (um décimo de polegada). Para determinadas quantidades de pinos, este tipo de encapsulamento ocupa menos espaço do que tipos antigos, tais como o dual in-line package (DIP).

## Variações PGA
As versões plastic pin grid array (PPGA) e o posterior flip-chip pin grid array (FCPGA), ambas criadas pela Intel Corporation para suas UCPs Pentium, são frequentemente usadas em placas-mãe com soquetes ZIF (Zero Insertion Force) para proteger os pinos delicados.